# Йордан, Рудольф (гауляйтер)
Рудольф Йордан (нем. Rudolf Jordan; 21 июня 1902, Гросенлюдер, Германская империя — 27 октября 1988, Хар, ФРГ) — партийный деятель нацистской Германии, гауляйтер гау Галле-Мерзебург и Магдебург-Анхальт, обергруппенфюрер СА.

## Биография
Рудольф Йордан родился 21 июня 1902 года в семье торговца. После окончания народной школы работал между 1916 и 1918 года на оборонном производстве. После Первой мировой войны начал обучение на учителя в Фульде. С 1920 по 1922 год служил в рейхсвере. В 1921 году вступил во Фрайкора Оберланд. В 1924 году получил диплом учителя нарочной школы. В связи с безработицей он не работал по специальности и до 1927 года был рабочим, гражданским служащим и мелким предпринимателем в сфере издательств и на предприятиях рекламной индустрии.
В 1924 году выступал оратором для народно-социального блока и немецкой народной имперской партии. В мае 1925 года вступил в НСДАП (билет № 4871). С 1927 года преподавал в военно-ремесленной школе экономики и управления в Фульде. В 1929 году основал партийную газету «Фульдский обозреватель». В 1930 году был назначен редактором еженедельника «Штурм» в Касселе.
В ноябре 1929 года был избран член провинциального ландтага Гессен-Нассау, а в декабре того же года стал членом городского собрания в Фульде. 19 января 1931 года стал гауляйтером гау Галле-Мерзебург. С апреля 1932 по октябрь 1933 года был членом прусского ландтага. В 1933 году был избран в прусский государственный совет и стал группенфюрером СА. Под его руководством 12 февраля 1933 года состоялось Айслебенское кровавое воскресенье.
10 апреля 1933 года стал уполномоченным правительства Саксонии в Рейхсрате. 20 апреля 1937 года Гитлер лично назначил его рейхсштатгальтером в Брауншвейге и Анхальте и гаулейтером гау Магдебург-Анхальт. В том же году получил звание обергруппенфюрера СА. С 1939 года являлся имперским наместником, главой земельного правительства Анхальта и имперским комиссаром обороны в XI-м военном округе. В 1944 году стал оберпрезидентом провинции Магдебург.
По окончании войны вместе с семьей скрывался под чужим именем, но был арестован британцами 30 мая 1945 года. В июле 1946 года был передан СССР. Советский военный трибунал приговорил его к 25 годам трудовых лагерей. 13 октября 1955 года Йордан был передан ФРГ и освобождён. Впоследствии работал клерком в авиастроительной компании. Умер в 1988 году.